# Lijst van gemeentelijke monumenten in Arnhem/Klarendal

Wijk 07: Klarendal

Klarendal, een wijk in de gemeente Arnhem, kent 191 gemeentelijke monumenten. Hieronder een overzicht.

## Klarendal-Noord
De buurt Klarendal-Noord kent 93 gemeentelijke monumenten. Zie de lijst van gemeentelijke monumenten in Klarendal-Noord.

## Klarendal-Zuid
De buurt Klarendal-Zuid kent 86 gemeentelijke monumenten. Zie de lijst van gemeentelijke monumenten in Klarendal-Zuid.

## Onder de Linden
De buurt Onder de Linden kent 8 gemeentelijke monumenten:
| Object                    | Bouwjaar         | Architect | Locatie                      | Coördinaten                   | Nr.         | Afbeelding                |
| ------------------------- | ---------------- | --------- | ---------------------------- | ----------------------------- | ----------- | ------------------------- |
| Voorm. militair hospitaal | 1889             |           | Lindenheuvel 2-16            | 51° 59' 29" NB, 5° 55' 12" OL | 0202/WN0950 | Voorm. militair hospitaal |
| School                    | 1905, circa 1920 |           | Onder de Linden 21           | 51° 59' 23" NB, 5° 55' 1" OL  | 0202/WN1504 | School                    |
| Portierswoning            | 1889             |           | Onder de Linden 97           | 51° 59' 27" NB, 5° 55' 13" OL | 0202/WN1505 | Portierswoning            |
| Dubbelwoning              | 1905             |           | Onder de Linden 97 A         | 51° 59' 28" NB, 5° 55' 13" OL | 0202/WN1506 | Dubbelwoning              |
| Hekwerken                 | 1889             |           | Onder de Linden 97 A         | 51° 59' 28" NB, 5° 55' 14" OL | 0202/WN1507 | Hekwerken                 |
| Dubbelwoning              | 1905             |           | Onder de Linden 97 B         | 51° 59' 28" NB, 5° 55' 14" OL | 0202/WN1508 | Dubbelwoning              |
| Hekwerken                 | 1889             |           | Onder de Linden 97 B         | 51° 59' 28" NB, 5° 55' 14" OL | 0202/WN1509 | Hekwerken                 |
| Voorm. militair hospitaal | 1889, circa 1899 |           | voorheen Onder de Linden 105 | 51° 59' 32" NB, 5° 55' 15" OL | 0202/WN1510 | Voorm. militair hospitaal |

## Sint Janskerkstraat e.o.
De buurt Sint Janskerkstraat en omgeving kent 4 gemeentelijke monumenten:
| Object                                                   | Bouwjaar         | Architect | Locatie                 | Coördinaten                   | Nr.         | Afbeelding                                               |
| -------------------------------------------------------- | ---------------- | --------- | ----------------------- | ----------------------------- | ----------- | -------------------------------------------------------- |
|                                                          |                  |           | Geert Grootestraat 2    | 51° 59' 35" NB, 5° 55' 44" OL | 0202/WN0529 |                                                          |
|                                                          | 1916             |           | Geert Grootestraat 2    | 51° 59' 35" NB, 5° 55' 44" OL | 0202/WN0530 |                                                          |
| School                                                   | 1926             |           | St. Janskerkstraat 86 A | 51° 59' 26" NB, 5° 55' 40" OL | 0202/WN1645 | School                                                   |
| Hoofdgebouw met hekwerk Brigade Koninklijke Marechaussee | 1916, circa 1921 |           | Thomas a Kempislaan 102 | 51° 59' 34" NB, 5° 55' 47" OL | 0202/WN1766 | Hoofdgebouw met hekwerk Brigade Koninklijke Marechaussee |